# Kraft de la Saulx
Kraft de la Saulx is een Belgische adellijke familie, van Oostenrijkse oorsprong.

## Johann Kraft
Johann-Nepomuk Kraft, hoofdingenieur bij John Cockerill, getrouwd met Géraldine de la Saulx, werd in 1882 door Frans Jozef I van Oostenrijk opgenomen in de erfelijke Oostenrijkse adel, met vergunning om de naam van zijn echtgenote aan de familienaam te mogen toevoegen. Ze hadden twee zoons, die hierna volgen.

## Albert Kraft de la Saulx
- Albert Jean Léon Gérard Alexandre Kraft de la Saulx (Jemeppe-sur-Meuse, 2 december 1861 - Ukkel, 15 mei 1948) vroeg in 1884 de Belgische nationaliteit aan en verkreeg tevens opname in de Belgische adel, met de titel ridder, overdraagbaar op alle mannelijke afstammelingen. Hij trouwde in Gent in 1855 met Augusta Buysse (1862-1913), nicht van Cyriel Buysse, en hertrouwde in Brussel in 1922 met Joséphine Vanhaeren (1893-1945).
  - Albert Kraft de la Saulx (1885-1939), trouwde in Matadi in 1913 met Annie Bero (1883-1969). Het echtpaar kreeg een dochter.
  - Ghislaine Kraft de la Saulx (1887-1978) trouwde met volksvertegenwoordiger en senator Fernand van Ackere (1878-1958).

## Frédéric Kraft de la Saulx
A. M. Frédéric Kraft de la Saulx (Jemeppe-sur-Meuse, 1 december 1865 - Luik, 8 mei 1946), mijningenieur, verkreeg in 1886 de Belgische nationaliteit en werd in 1887 opgenomen in de Belgische erfelijke adel, met de titel ridder, overdraagbaar op alle mannelijke afstammelingen. Hij trouwde in Luik in 1892 met Marguerite Jacques (1867-1948). Ze kregen acht kinderen, met afstammelingen tot heden.